# Easy (фильм)
Easy (итал. Easy - Un viaggio facile facile) — итальяно-украинская кинокомедия режиссёра Андреа Маньяни.
Премьера фильма состоялась в Италии 31 августа 2017 года. Фильм был также показан на кинофестивале в Локарно и на фестивале «Любовь и анархия», проходившем в Хельсинки.

## Сюжет
40-летний итальянец по имени Изидоро (Изи) по просьбе брата везёт из Италии в высокогорное карпатское село гроб с телом погибшего на стройке украинского гастарбайтера. В течение этого путешествия на пути Изидоро, бывшего успешного гонщика, возникает много преград.

## В ролях
| Актёр               | Роль                             |
| ------------------- | -------------------------------- |
| Николя Ночелла      | Easy                             |
| Либеро Де Риенцо    | Filo                             |
| Барбара Буше        | Delia                            |
| Лоренцо Аквавива    | proprietario delle pompe funebri |
| Остап Ступка        | Bogdan                           |
| Вероника Шостак     | Julia                            |
| Катерина Косенко    | Selina                           |
| Орест Сирватка      | anziano                          |
| Владимир Кучма      | кассир                           |
| Орест Гарда         | полицейский                      |
| Безо Моисцрапишвили | грузинский водитель              |